# The young Verdi
The young Verdi is een album uit 1988 van de New London Chorale, een Engelse muziekgroep onder leiding van Tom Parker, die klassieke muziek bewerkt tot popsongs.
Zoals de naam zegt, staat de componist Giuseppe Verdi centraal in dit project. Een grote hit van dit album is Standing By. Verder staan er onder andere bewerkingen op van stukken als het Slavenkoor uit Nabucco, de trompetmars uit Aida en de prelude uit La traviata.

## Solisten
- Vicki Brown
- Madeline Bell
- Gordon Neville
- Tom Parker

## Liedjes
1. Wings of Gold (New London Chorale)
2. Standing By (Madeline Bell)
3. Walk on By (Vicki Brown)
4. Is This Called Love (Gordon Neville)
5. Guess I Never Will (Vicki Brown)
6. Coming Home (Madeline Bell en Gordon Neville
7. Almost a Memory (Vicki Brown en Gordon Neville)
8. Sunshine (Madeline Bell)
9. Like a Star (Gordon Neville)
10. He Will Comfort Me (Madeline Bell)
11. Miss You Sometimes (Vicki Brown)
12. Anthem for the World (New London Chorale)